# 大乗村
大乗村（おおのりむら）は、広島県豊田郡にあった村。現在の竹原市の一部にあたる。

## 地理
- 海洋：瀬戸内海[1]
- 島嶼：阿波島[1]
- 河川：内浜川[2]

## 歴史
- 1889年（明治22年）4月1日、町村制の施行により、豊田郡浦福田村、高崎村が合併して村制施行し、大乗村が発足[1][3]。
- 1913年（大正2年）大字高崎字東大乗新開の旧浦福田小学校を改築し村役場とした[1]。
- 1917年（大正6年）高崎産業組合が回漕業を開始[1]。
- 1931年（昭和6年）大乗巡査駐在所開設[1]。
- 1932年（昭和7年）郵便取扱所開設[1]。
- 1943年（昭和18年）阿波島に陸軍造兵廠火工廠忠海兵器製造所の化学兵器貯蔵所設置[1]。
- 1954年（昭和29年）3月31日、賀茂郡竹原町に編入され廃止[1][3]。

### 地名の由来
合併両村境の地名「大乗」から。

## 産業
- 農業、漁業[2]

## 交通

### 鉄道
- 1932年（昭和7年）国有鉄道三呉線（現呉線）が開通し、大字高崎に大乗駅を開設[1]。

## 教育
- 1908年（明治41年）浦福田尋常小学校と高崎尋常小学校が合併し、大乗尋常小学校となる[1]。1913年（大正2年）大乗尋常高等小学校となる[1]。